# Еберхард фон Неленбург
Еберхард (III) фон Неленбург (на немски: Eberhard (III) von Nellenburg; † сл. 1257) е граф на Неленбург-Феринген.

## Произход
Той е единственият син на граф Манеголд I фон Неленбург-Феринген († сл. 1229) и съпругата му Елизабет фон Монфорт († сл. 1269), внучка на пфалцграф Хуго II фон Тюбинген († 1182), дъщеря на граф Хуго I фон Монфорт († 1230/1237) и Матилда фон Ешенбах-Шнабелбург? († 1251). Внук е на граф Волфрад I фон Феринген Стари († сл. 1216) и Берхун фон Кирхберг († 1220), вдовица на Витегов фон Албек († сл. 1190). Прадядо му граф Марквард I фон Феринген-Зигмаринген († 1165) е женен за фон Неленбург, дъщеря наследничка на Еберхард фон Неленбург († сл. 1112). Синовете му наследяват Графство Неленбург.
Майка му е сестра на Хайнрих I фон Монтфорт, епископ на Кур († 1272), и се омъжа втори път (пр. 1234) за Хайнрих I фон Верд, ландграф в Елзас († 1238), и трети път 1239 г. за вилдграф Емих II фон Кирбург-Шмидтбург († 1279/1283]). Така той е полубрат на Емих фон Кирбург († 1311), епископ на Фрайзинг.

## Деца
Еберхард (III) фон Неленбург има децата:
- Манеголд II († 15 юли 1294 – 29 април 1295), ландграф в Хегау и Мадах, женен пр. 1271 г. за Агнес фон Ешенбах († 13 август-21 септември 1321)
- Еберхард фон Неленбург (* пр. 1253 – ?)
- Анна фон Неленбург, омъжена пр. 1275 г. за роднината си Лютолд IX фон Регенсберг, господар фон Балм († ок. 16 март 1302)

## Галерия
- Герб на графовете на Неленбург от Zürcher Wappenrolle, ок. 1340
- Герб на графовете на Феринген